# Stary Olsa
Stary Olsa (Стары Ольса) – białoruski folkowy zespół muzyczny opierający swoją twórczość na muzyce epoki średniowiecza i renesansu. Członkowie zespołu przywiązują bardzo dużą wagę do tego, by instrumenty, na których grają, były jak najbardziej zbliżone do tych, jakich używano w danej epoce. Zespół powstał w 1999 roku. Od tego czasu wydał 6 płyt i występował w wielu krajach Europy.

## Muzycy
- Źmicier Sasnoŭski – śpiew, perkusja, harfa, dudy, cytra, drumla, lira korbowa
- Illa Kublicki – lutnia, drumla
- Alieś Čumakoŭ – śpiew, lira korbowa, mandolina, gęśle, tamburyn, perkusja
- Andrej Apanovič – perkusja, dudy, drumla

## Dyskografia
- Kielich Koła (2000)
- Vir (Вiр) (2001)
- Verbum (2002)
- Šlach (Шлях) (2003)
- Ładździa rospačy (Ладдзя роспачы) (2004)
- Skarby litvinaŭ (Скарбы Литвiнаў) (2004) – album składający się z dwóch oddzielnych płyt: Сярэднявечча i Рэнесанс
- Siaredniaviečnaja dyskateka (2005)
- Hieraičny epas (ГЕРАІЧНЫ ЭПАС) (2006)
- Muzyka Wialkaho Kniaztwa Litauskaha (Музыка Вялiкага Княства Лiтоўскага) (2007)
- Dryguła (Дрыгула) (2009)
- Santa Maria (2013)
- Kola rycerska (Кола рыцэрска) (2016)
- Medieval Classic Rock (2016)
- Water, Hops and Malt (Вада, хмель і солад) (2017)

## Zob. też
- Litwinizm